# Порту-де-Мош
По́рту-де-Мо́ш (порт. Porto de Mós; МФА: [ˈpoɾ.tu dɨ ˈmɔʃ], По́рту-ди-Мо́ш) — муніципалітет і містечко в Португалії, в окрузі Лейрія. Розташований у західній частині країни, на теренах історичної португальської провінції Ештремадура. Належить до Лейрійсько-Фатімської діоцезії Католицької церкви в Португалії. Права міського самоврядування має з 1305 року. Поділяється на 10 парафій. За адміністративним поділом, чинним до 1976 року, був складовою провінції Ештремадура. Площа муніципалітету — 261,83 км², населення муніципалітету — 24342 ос. (2011); густота населення — 92,97 осіб/км²
. Патрон — святий Петро. Святковий день муніципалітету — 29 червня. Поштовий індекс — 2480.  Код місцевої адміністративної одиниці — 1016. Складова статистичного регіону Центр.

## Географія
Порту-де-Мош розташоване на заході Португалії, на сході округу Лейрія.
Порту-де-Мош межує на півночі з муніципалітетами Лейрія і Баталя, на сході — з муніципалітетом Алканена, на півдні — з муніципалітетами Сантарен і Ріу-Майор, на заході — з муніципалітетом Алкобаса.

## Історія
1305 року португальський король Дініш надав Порту-де-Мош форал, яким визнав за поселенням статус містечка та муніципальні самоврядні права.

## Населення
| Кількість мешканців | Кількість мешканців | Кількість мешканців | Кількість мешканців | Кількість мешканців | Кількість мешканців | Кількість мешканців | Кількість мешканців | Кількість мешканців | Кількість мешканців | Кількість мешканців | Кількість мешканців | Кількість мешканців | Кількість мешканців | Кількість мешканців | Кількість мешканців |
| ------------------- | ------------------- | ------------------- | ------------------- | ------------------- | ------------------- | ------------------- | ------------------- | ------------------- | ------------------- | ------------------- | ------------------- | ------------------- | ------------------- | ------------------- | ------------------- |
| 1864                | 1878                | 1890                | 1900                | 1911                | 1920                | 1930                | 1940                | 1950                | 1960                | 1970                | 1981                | 1991                | 2001                | 2011                |                     |
| 9 883               | 10 860              | 11 834              | 12 554              | 14 533              | 14 604              | 16 296              | 18 796              | 20 524              | 21 220              | 20 412              | 21 700              | 23 343              | 24 271              | 24 342              |                     |